# Philippe Vuillemin
Philippe Vuillemin (Marsiglia, 8 settembre 1958) è un fumettista e attore francese, creatore, insieme a Jean Berroyel, di Raoul Teigneux. Ha inoltre collaborato con diverse riviste di fumetti come Hara-Kiri e L'Écho des savanes.
Nel 1995 vince il Grand Prix de la ville d'Angoulême.
Ha collaborato a diversi film anche come attore. In Il segreto di Alexina del 1985 ricopriva il ruolo di protagonista.